# تشن جينغ
تشن جينغ (3 سبتمبر 1975 في الصين - ) (بالصينية: 陈静) هي لاعبة كرة طائرة الصين. شاركت في دورة الألعاب الآسيوية 2002 والألعاب الأولمبية الصيفية 2000 والألعاب الأولمبية الصيفية 2004.

## وصلات خارجية
- تشن جينغ على موقع أوليمبيديا (الإنجليزية)
- تشن جينغ على موقع اللجنة الأولمبية الصينية (الإنجليزية)